# Астролоба
Астролоба (Astroloba Uitew.) — рід сукулентних рослин підродини асфоделових (Asphodelaceae).

## Систематика

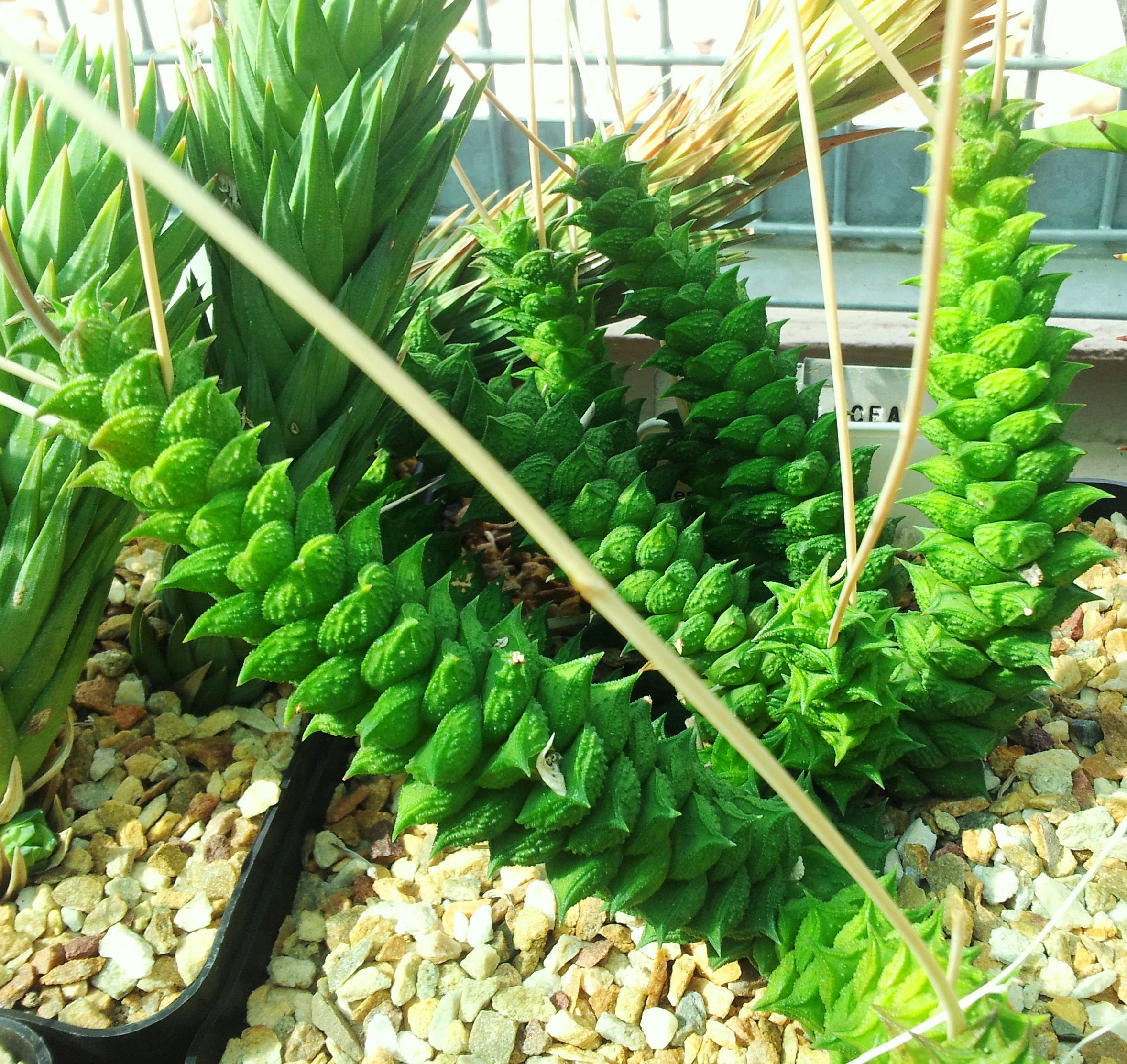
Astroloba corrugata

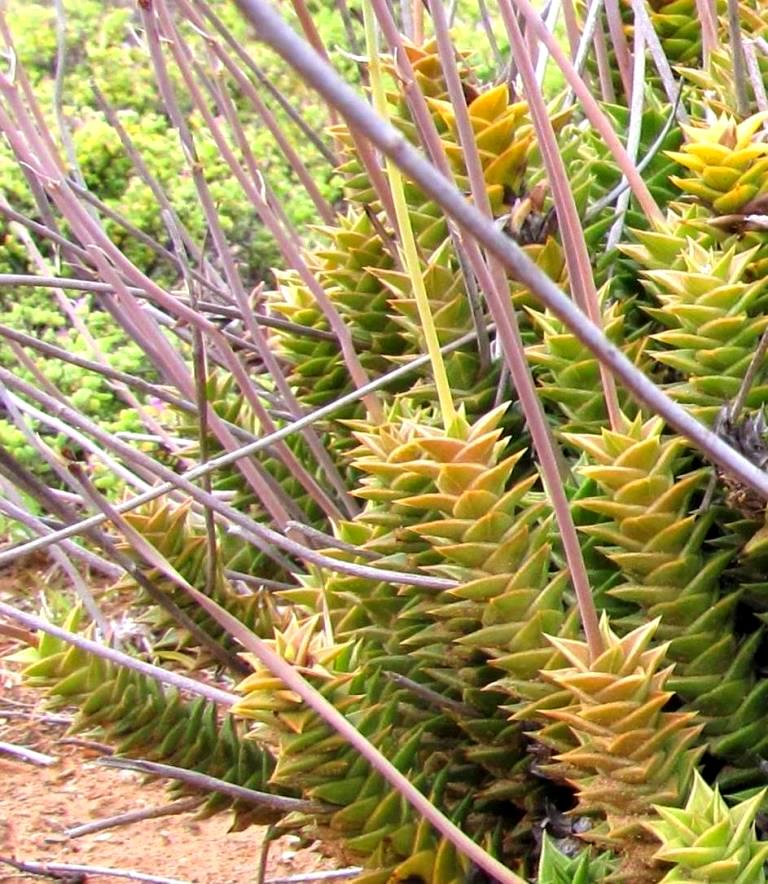
Astroloba foliolosa

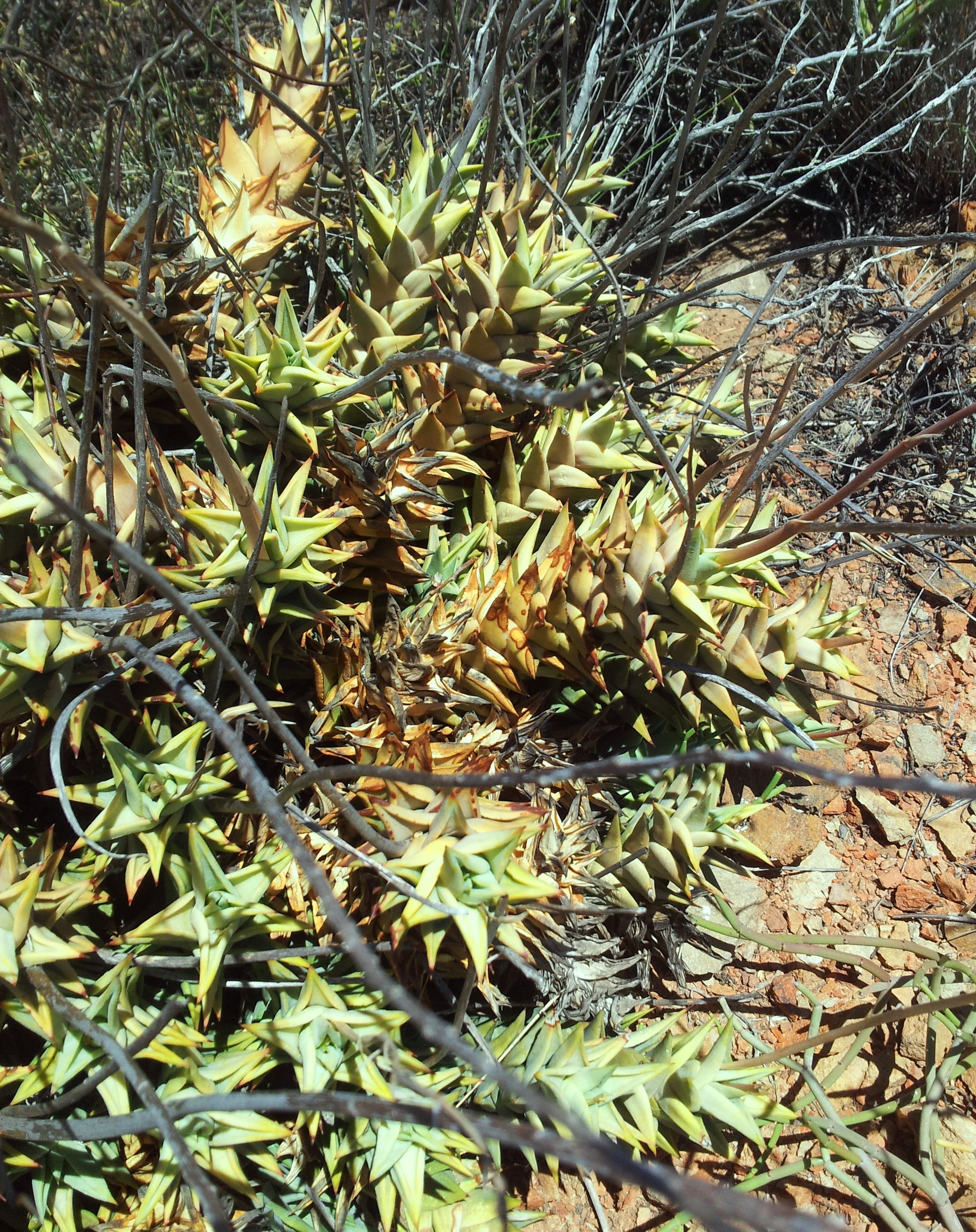
Astroloba rubriflora

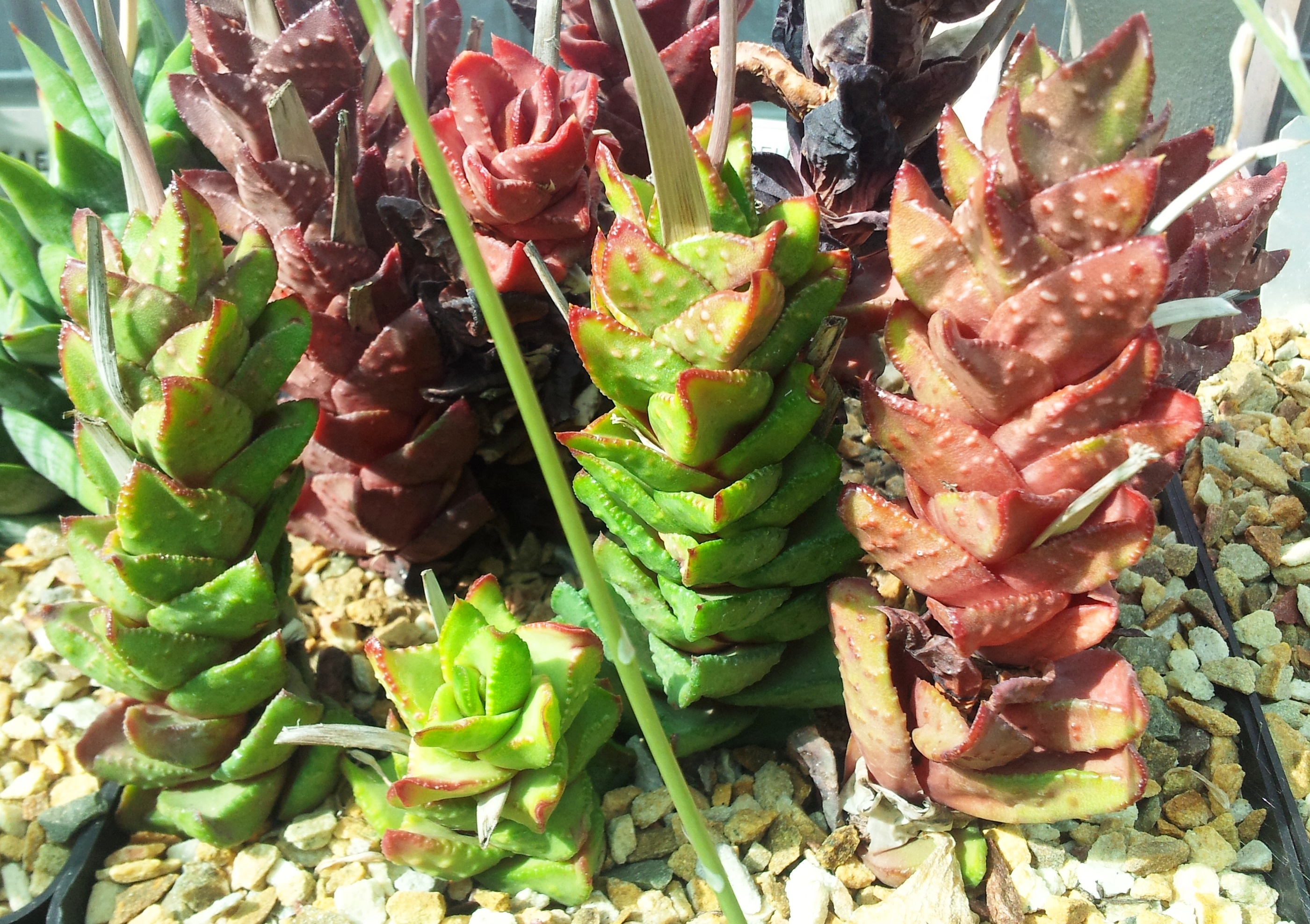
Astroloba bullulata

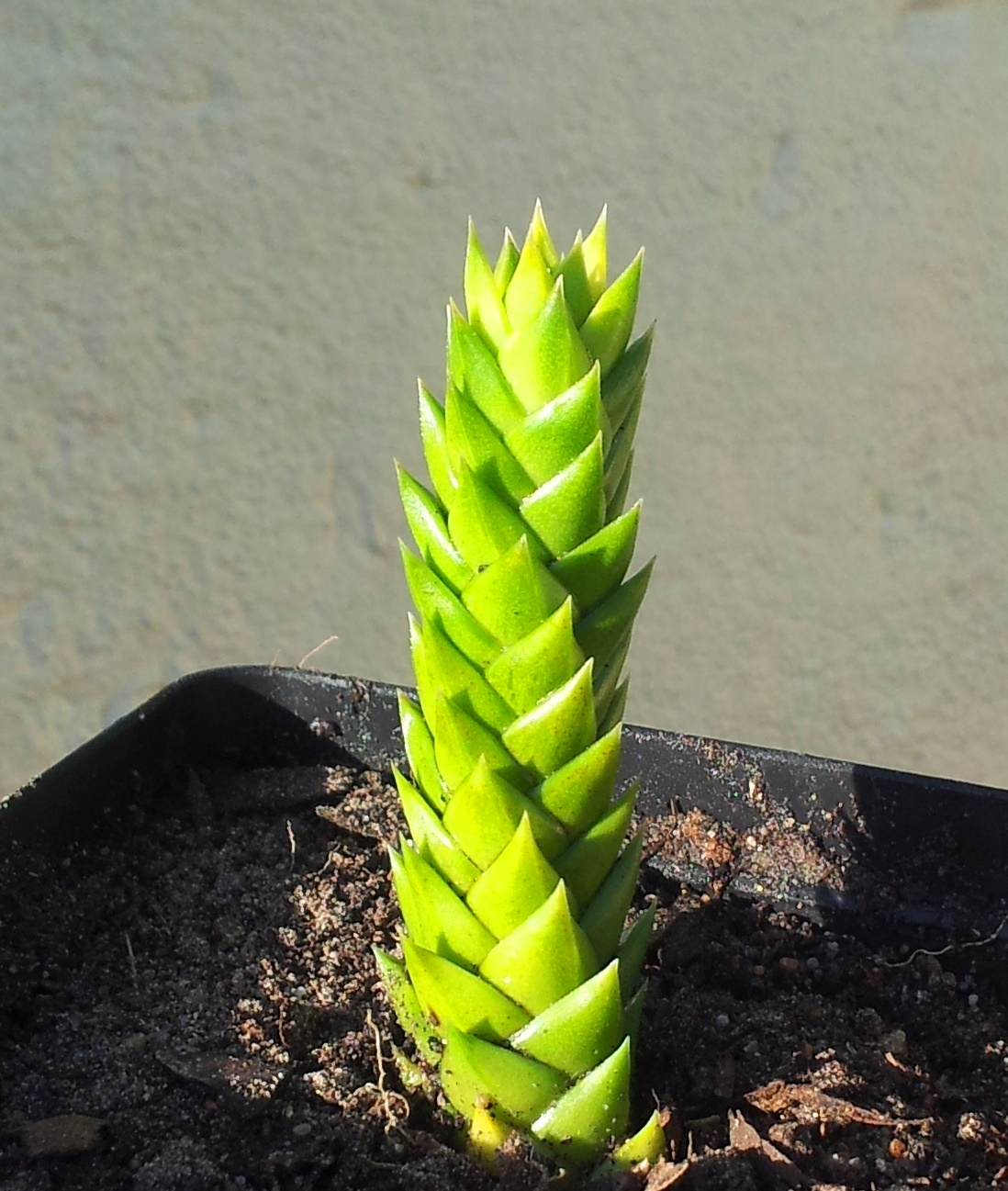
Astroloba spiralis

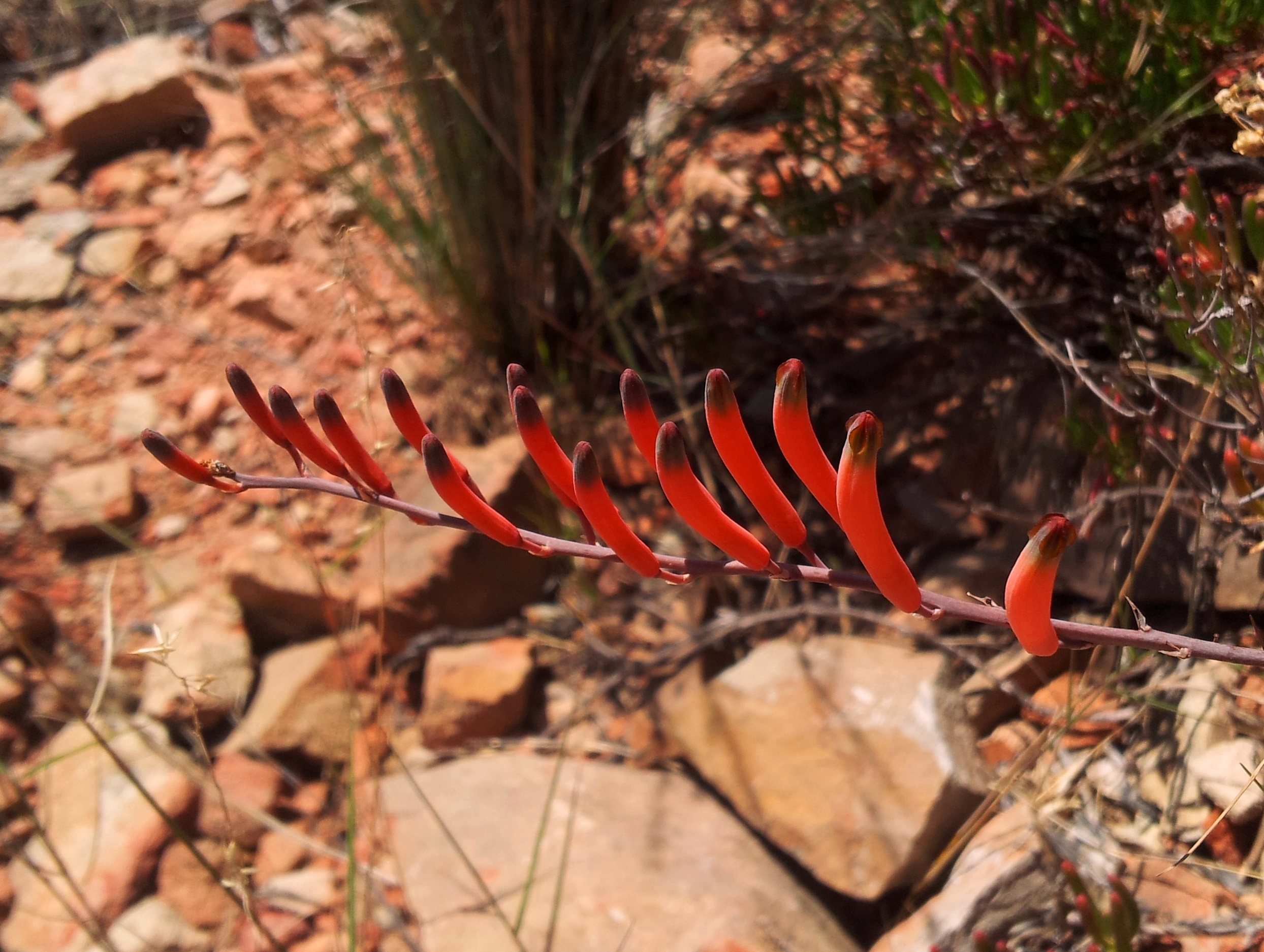
Квіти Astroloba rubriflora

Цей невеличкий рід сукулентних рослин, який згідно з останньою систематикою має 7 видів, надзвичайно подібний до гавортій, відрізняючись від останніх будовою квіток. Краще за гавортію переносить посушливі умови. Деякий час астролоби відносилась до роду Гавортія. Зараз виділені в окремий рід. Astroloba corrugata утворює природний гібрид з Haworthia margaretifera — Astroworthia bicarinata.

## Поширення
Рослини роду Астролоба зростають у Капській провінції ПАР.

## Біологічний опис
Астролоби це чагарнички до 30 см заввишки, листки щільно притиснені один до одного, від округло- до видовжено-трикутної форми. Завдяки гострим кінчикам листя пагони астролоби трохи нагадують мініатюрні гілочки декоративної хвойної рослини. Листя знизу зелені або буро-зелені і у багатьох видів вкриті горбками, бородавками, пухирцями різного розміру.
Цвіте астролоба навесні і влітку: на відносно високих квітконосах розпускаються білі, жовтуваті або зеленуваті квітки, зібрані в пухке волотисте суцвіття. Квітки, на відміну від квіток гавортій, правильні, трубчасті, з перетяжкою у верхній частині, пелюстки — зрослі і також горбуваті.

## Догляд та утримання
Астролоби не надто популярні серед любителів сукулентних рослин, оскільки нижні листя у них часто опадають, оголюючи стебло, і через це рослина набуває непривабливого вигляду. Проблема вирішується обрізкою та укоренінням верхівки.
У кімнатній культурі вирощують декілька видів цієї рослини, з яких найпоширенішим є астролоба закручена (Astroloba spiralis): її листя розташовуються на стеблі (заввишки близько 20 см) по спіралі, квітки білі або жовті, існує форма Pentagona з п'ятикутним листям.
Найкраще астролоби почувають себе в напівтінистому місці або при розсіяному сонячному світлі. Полив влітку помірний. Взимку рослини утримують при температурі 10-12 °C, полив рідкісний, 1-2 рази на місяць.
Субстрат: глинисто-дернова земля, перегній, торф, річковий пісок (2:1:1:1). Влітку рослини підживлюють 3-4 рази добривами для кактусів.
Розмноження: насінням або дочірніми розетками.